# Reconocimiento molecular

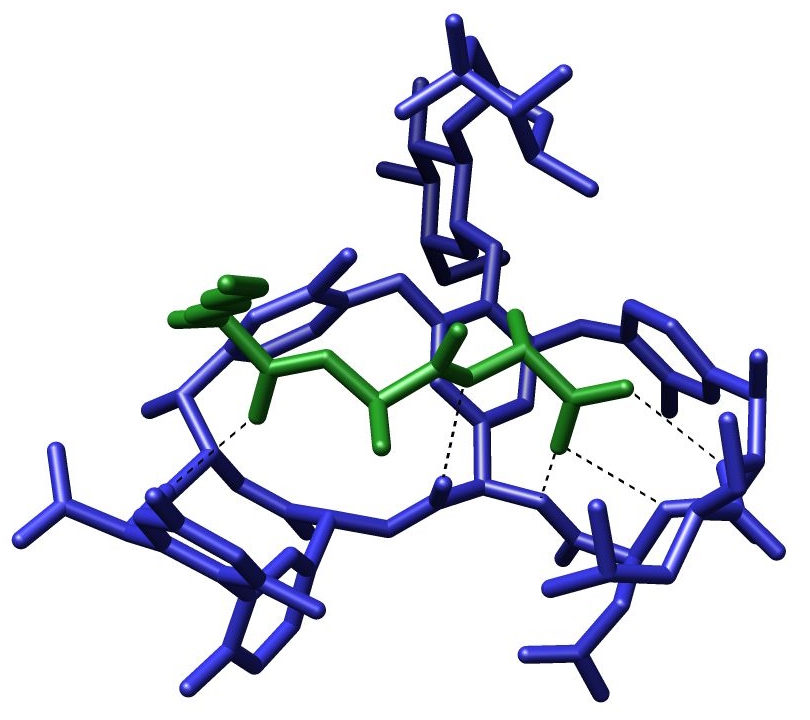
Estructura cristalina de un péptido corto L-Lys-D-Ala-D-Ala (precursor de paredes celulares bacterianas) unido al antibiótico vancomicina a través de puentes de hidrógeno.

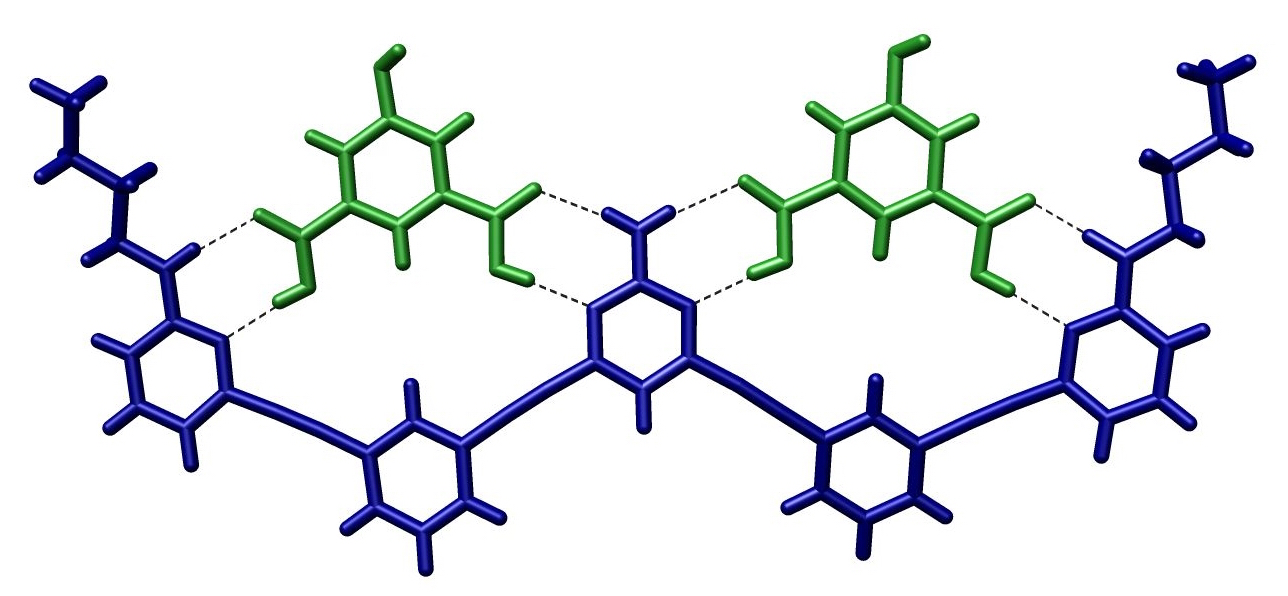
Estructura cristalina de dos ácidos isoftálicos unidos a una molécula huésped a través de puentes de hidrógeno.

El término reconocimiento molecular se refiere a la interacción específica entre dos o más moléculas a través de una interacción no covalente como los puentes de hidrógeno, coordinación con un metal, interacciones hidrofóbicas, fuerzas de Van der Waals, interacciones de apilamiento, puentes de halógeno o interacciones de resonancia. Además de estas interacciones directas, los disolventes también pueden jugar un rol dominante indirecto en el reconocimiento molecular en disolución. El huésped y el anfitrión involucrados en el reconocimiento molecular exhiben complementariedad molecular. Algunas excepciones son contenedores moleculares como los nanotubos, en los que los portales son los que controlan la selectividad.

## Sistemas biológicos
El reconocimiento molecular juega un papel importante en los sistemas biológicos, observándose en las relaciones receptor-ligando, antígeno-anticuerpo, ADN-proteína, azúcar-lectina, ARN-ribosoma, etc. Un ejemplo importante de reconocimiento molecular es el antibiótico vancomicina, que se une selectivamente a través de cinco puentes de hidrógeno con los péptidos que poseen un extremo terminal D-alanil-D-alanina en células bacterianas. La vancomicina es letal para la bacteria debido a que una vez unida a los péptidos, éstos ya no pueden ser utilizados para construir la pared celular de la bacteria. 

## Reconocimiento molecular sintético

Un ribosoma es una maquinaria biológica que utiliza la dinámica de proteínas a nanoescala para traducir ARN a proteínas.

Trabajos recientes sugieren que los elementos para el reconocimiento molecular pueden ser producidos sintéticamente a nano escala dándole la vuelta a la necesidad de obtener elementos de reconocimiento molecular producidos naturalmente para su uso en el desarrollo de herramientas sensibles a pequeñas moléculas. Polímeros biomiméticos como los peptoides pueden ser usados para reconocer objetivos biológicos grandes como proteínas y la conjugación de polímeros a nanomateriales fluorescentes sintéticos pueden generar estructuras macromoleculares que pueden servir como anticuerpos sintéticos para el reconocimiento y detección óptica de proteínas.

## Sistemas supramoleculares

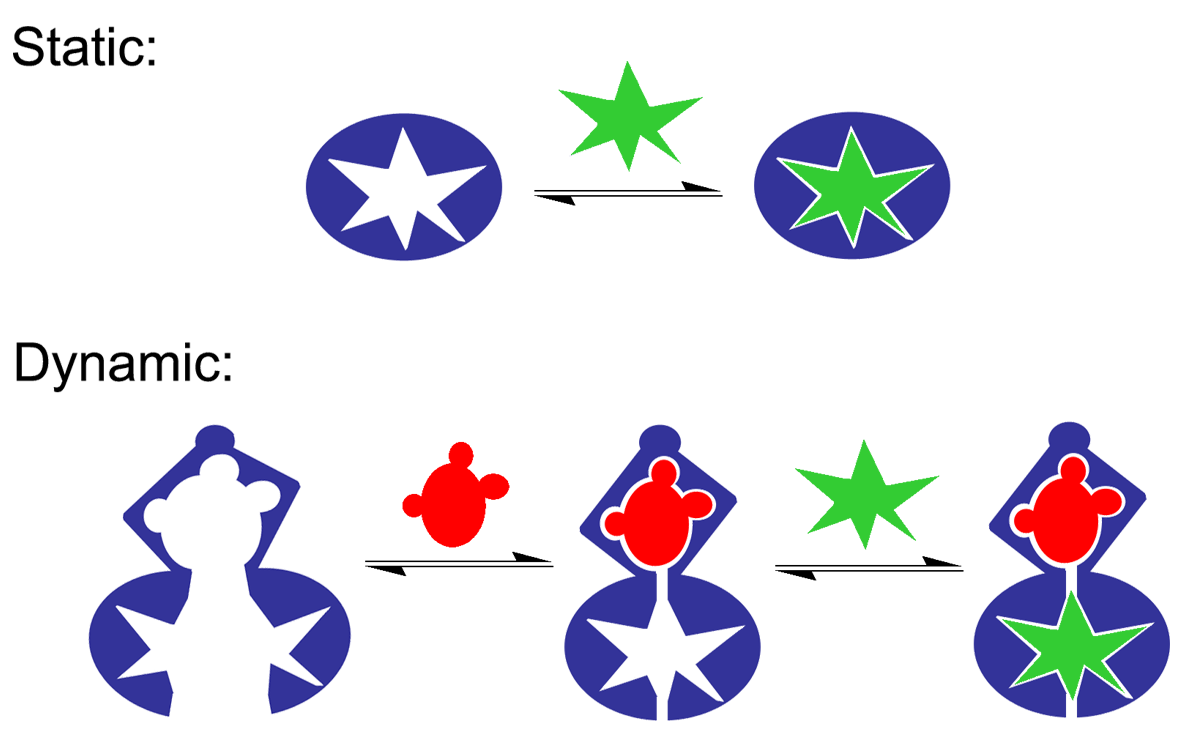
Reconocimiento estático entre un huésped simple y un sitio de unión sencillo. En la unión por reconocimiento dinámico, el primer huésped en el primer sitio de unión induce un cambio conformacional que afecta a la asociación constante de un segundo huésped en el segundo sitio de unión.

Los químicos han demostrado que muchos sistemas supramoleculares pueden ser diseñados para que exhiban reconocimiento molecular. Uno de los primeros ejemplos de este sistema son los éteres corona, que son capaces de enlazarse selectivamente a cationes específicos.

## Reconocimiento estático y dinámico
El reconocimiento molecular puede ser subdividido en reconocimiento molecular estático y reconocimiento molecular dinámico. El reconocimiento estático es similar a la interacción entre una llave y una cerradura, es un tipo de complejación 1:1 entre una molécula huésped y una molécula hospedera para formar un complejo anfitrión-huésped. Para lograr un reconocimiento molecular estático avanzado, es necesario hacer sitios de reconocimiento que sean altamente específicos para una molécula.
En el caso del reconocimiento molecular dinámico, el enlace de un primer huésped a un sitio de unión afecta la constante de asociación del segundo huésped que se une a un segundo sitio de unión diferente, dando lugar a la cooperatividad de unión. En el caso de sistemas alostéricos positivos, el enlace del primer huésped incrementa la constante de asociación del segundo huésped, mientras que para sistemas alostéricos negativos, el enlace del primer huésped disminuye la constante de asociación del segundo huésped. La naturaleza dinámica de este tipo de reconocimiento es de particular importancia debido a que provee un mecanismo para regular el enlace en sistemas biológicos. El reconocimiento dinámico puede mejorar la capacidad de discriminar entre diferentes ligantes en competencia debido al mecanismo de reconocimiento conformacional. Este tipo de mecanismo es estudiado para su aplicación en sensores químicos altamente funcionales.

## Complejidad
Un estudio reciente basado en simulaciones moleculares y constantes de conformidad describen el reconocimiento molecular como un fenómeno de organización. Incluso para moléculas pequeñas como los carbohidratos, el proceso de reconocimiento no puede ser predicho o diseñado incluso asumiendo que la fuerza de cada puente de hidrógeno es conocida. Sin embargo, como Mobley et al. concluyen, la predicción acertada de los eventos de reconocimiento molecular necesitan ir más allá de la imagen estática de la interacción entre el huésped y el anfitrión. La entropía es una contribución clave para el enlace en sistemas termodinámicos y requiere ser tomada en cuenta para predecir de manera más acertada los procesos de reconocimiento. La entropía es rara vez observable en estructuras uni-enlazadas. 